# كورتيس وايت (دراج)
كورتيس وايت (بالإنجليزية: Curtis White)‏ هو دراج أمريكي، ولد في 28 سبتمبر 1995 في سكنيكتادي في الولايات المتحدة.

## وصلات خارجية
- كورتيس وايت على موقع أرشيف الدراجات (الإنجليزية)
- كورتيس وايت على موقع إحصائيات الدراجات الإحترافية (الإنجليزية)
- كورتيس وايت على موقع نسبة الدراجات (الإنجليزية)